# Walisische Regierung
Die walisische Regierung (Englisch: Welsh Government, Walisisch: Llywodraeth Cymru) unter Leitung des First Minister ist seit 1999 für die meisten Aspekte der Innenpolitik von Wales verantwortlich. Seit dem 6. August 2024 ist Eluned Morgan von der Welsh Labour Party First Minister.

## Geschichte
Wales wurde Eroberung durch Eduard I. 1284 mit England vereint. Wales hatte weder eine eigene Regierung, noch ein eigenes Parlament. Nach dem Wahlsieg der Labour Party bei den Unterhauswahlen 1997 ließ der neu gewählte Premierminister Tony Blair ein Referendum in Wales abhalten. Die walisische Bevölkerung stimmte mit knapper Mehrheit für ein eigenes Parlament mit begrenzten Kompetenzen innerhalb des Vereinigten Königreichs, die bis 2021 Nationalversammlung von Wales hieß. Seit 1999 sind ein eigenes Parlament, First Minister (vergleichbar mit Ministerpräsidenten und Landeshauptleuten) und Kabinett für die meisten Aspekte der Innenpolitik verantwortlich. Der Amtssitz des First Minister ist in den Crown Buildings in Cardiff, wo auch die Ministerien arbeiten.

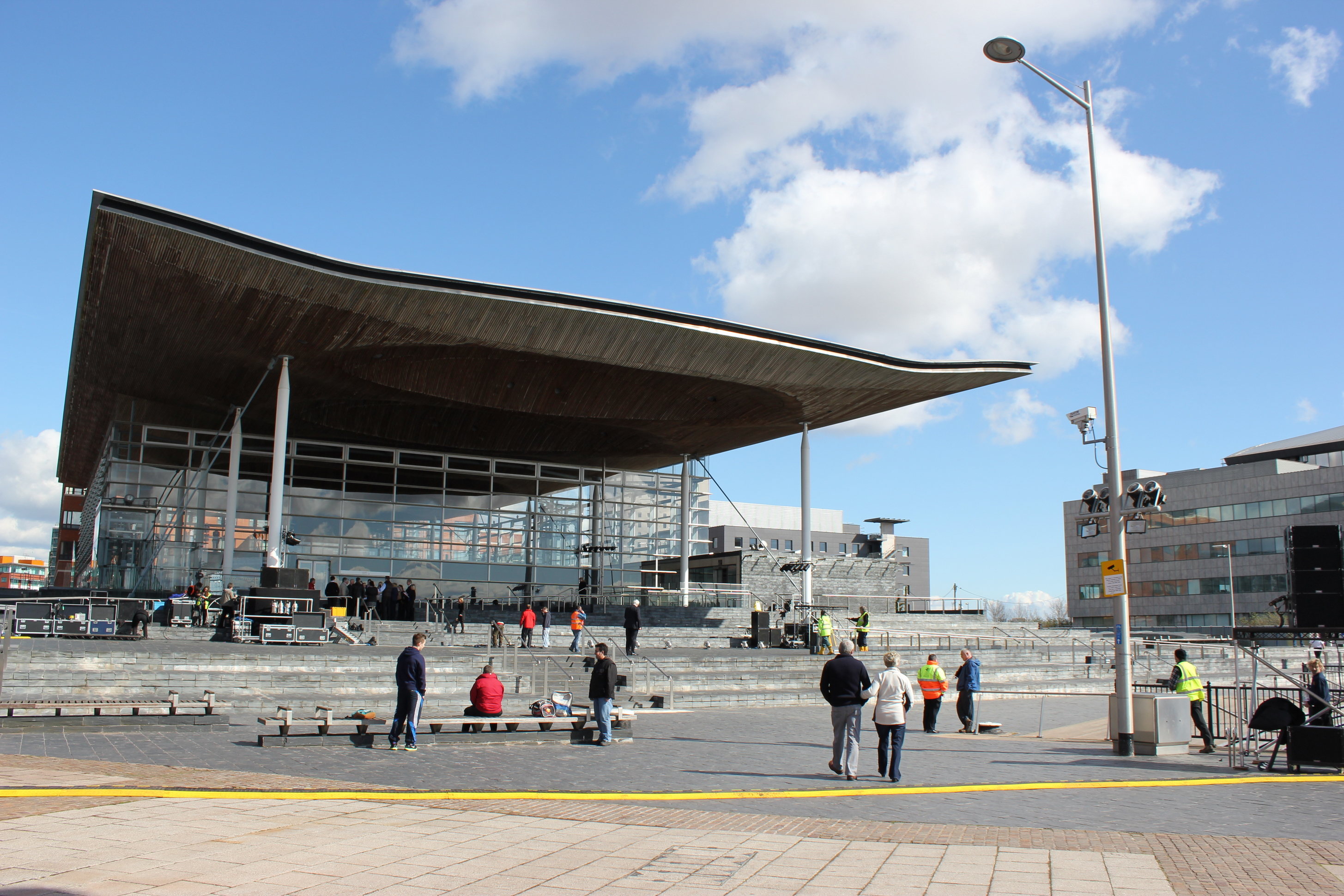
Parlamentsgebäude von Wales, die Senedd

1999 wurde die Regierung noch als the Executive Committee of the National Assembly for Wales bezeichnet. Sie war abhängig vom Parlament und die Minister konnten nur die Aufgaben ausführen, die ausdrücklich von der Versammlung delegiert wurden. Mit dem Government of Wales Act von 2006 wurde die Exekutive nun offiziell vom Parlament getrennt. Spätestens ab 2007 wurde daher die Bezeichnung Welsh Government verwendet. Nach einem Referendum im Jahr 2011 wurden die Gesetzgebungskompetenzen der Regionalregierung ausgeweitet.
Nach dem Rücktritt von Mark Drakeford auf eigenen Wunsch ist seit dem 20. März 2024 Vaughan Gething von der Welsh Labour Party First Minister von Wales.
Dieser wurde am 20. März 2024 vom walisischen Parlament als First Minister gewählt. Er bildete eine Alleinregierung der Labour Party im Kabinett Gething. Die Regierung ist eine Minderheitsregierung, die im Senedd genau die Hälfte der 60 Sitze besetzt.

## Bisherige Amtsträger
| Person                             | Portrait | Partei             | Partei             | Beginn der Amtszeit | Ende der Amtszeit                                         | Kabinett                           | Grund für das Ende der Amtszeit            |
| ---------------------------------- | -------- | ------------------ | ------------------ | ------------------- | --------------------------------------------------------- | ---------------------------------- | ------------------------------------------ |
| Alun Michael (als First Secretary) |          |                    | Welsh Labour Party | 12. Mai 1999        | 9. Februar 2000                                           | Michael                            | Rücktritt wegen drohendem Misstrauensvotum |
| Rhodri Morgan                      |          | Welsh Labour Party | 9. Februar 2000    | 10. Dezember 2009   | Morgan (Übergang) Morgan I Morgan II Morgan III Morgan IV | Rücktritt aus eigener Entscheidung |                                            |
| Carwyn Jones                       |          | Welsh Labour Party | 10. Dezember 2009  | 12. Dezember 2018   | Jones I Jones II Jones III                                | Rücktritt aus eigener Entscheidung |                                            |
| Mark Drakeford                     |          | Welsh Labour Party | 12. Dezember 2018  | 20. März 2024       | Drakeford I Drakeford II                                  | Rücktritt aus eigener Entscheidung |                                            |
| Vaughan Gething                    |          | Welsh Labour Party | 20. März 2024      | 6. August 2024      | Kabinett Gething                                          | Rücktritt nach Regierungskrise     |                                            |
| Eluned Morgan                      |          | Welsh Labour Party | 6. August 2024     | amtierend           | Kabinett Eluned Morgan                                    |                                    |                                            |

## Parlamente und Kabinette seit 1999
| Legislaturperiode                  | Kabinette         | First Minister  | Beginn der Amtszeit | Ende der Amtszeit | Regierungspartei(en)                    | Sitze |
| ---------------------------------- | ----------------- | --------------- | ------------------- | ----------------- | --------------------------------------- | ----- |
| 1. Nationalversammlung (1999–2003) | Michael           | Alun Michael    | 12. Mai 1999        | 9. Februar 2000   | Welsh Labour                            | 28/60 |
| 1. Nationalversammlung (1999–2003) | Morgan (Übergang) | Rhodri Morgan   | 9. Februar 2000     | 16. Oktober 2000  | Welsh Labour                            | 28/60 |
| 1. Nationalversammlung (1999–2003) | Morgan I          | Rhodri Morgan   | 16. Oktober 2000    | 7. Mai 2003       | Welsh Labour Welsh LibDems              | 34/60 |
| 2. Nationalversammlung (2003–2007) | Morgan II         | Rhodri Morgan   | 7. Mai 2003         | 26. Mai 2007      | Welsh Labour                            | 30/60 |
| 3. Nationalversammlung (2007–2011) | Morgan III        | Rhodri Morgan   | 26. Mai 2007        | 19. Juli 2007     | Welsh Labour                            | 26/60 |
| 3. Nationalversammlung (2007–2011) | Morgan IV         | Rhodri Morgan   | 19. Juli 2007       | 10. Dezember 2009 | Welsh Labour Plaid Cymru                | 41/60 |
| 3. Nationalversammlung (2007–2011) | Jones I           | Carwyn Jones    | 10. Dezember 2009   | 11. Mai 2011      | Welsh Labour Plaid Cymru                | 41/60 |
| 4. Nationalversammlung (2011–2016) | Jones II          | Carwyn Jones    | 11. Mai 2011        | 19. Mai 2016      | Welsh Labour                            | 30/60 |
| 5. Nationalversammlung (2016–2021) | Jones III         | Carwyn Jones    | 19. Mai 2016        | 12. Dezember 2018 | Welsh Labour Welsh LibDems Unabhängiger | 31/60 |
| 5. Nationalversammlung (2016–2021) | Drakeford I       | Mark Drakeford  | 12. Dezember 2018   | 13. Mai 2021      | Welsh Labour Welsh LibDems Unabhängiger | 31/60 |
| 6. Senedd (2021–)                  | Drakeford II      | Mark Drakeford  | 13. Mai 2021        | 20. März 2024     | Welsh Labour                            | 30/60 |
| 6. Senedd (2021–)                  | Gething           | Vaughan Gething | 20. März 2024       | 6. August 2024    | Welsh Labour                            | 30/60 |
| 6. Senedd (2021–)                  | Eluned Morgan     | Eluned Morgan   | 6. August 2024      | amtierend         | Welsh Labour                            | 30/60 |